# تحليل الفجوة

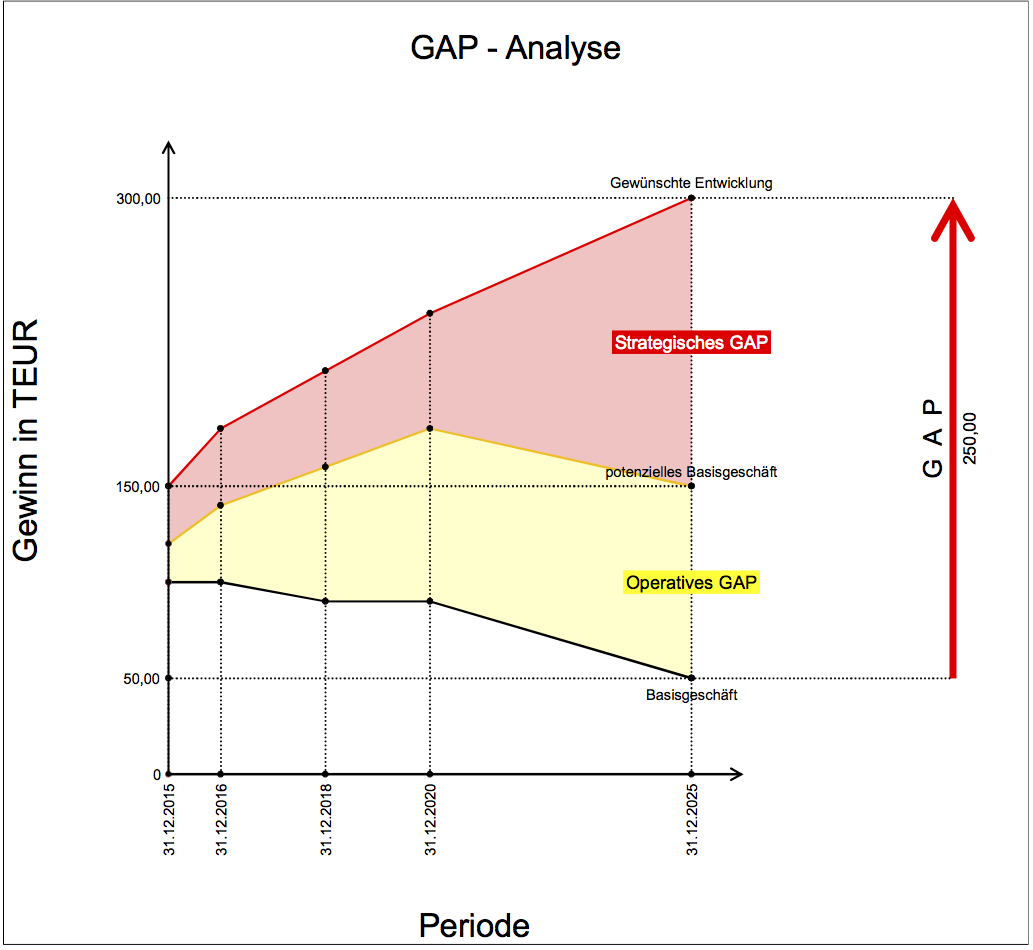

تحليل الفجوة هو الأداة التي تساعد الشركات على مقارنة الأداء الفعلي مع الأداء المحتمل. في جوهرها هي سؤالين: «أين نحن؟» و «أين نريد أن نكون؟» إذا كانت الشركة أو المؤسسة لا يتحقق فيها الاستخدام الأمثل للموارد الحالية، أو تستغني عن الاستثمار في رأس المال أو التكنولوجيا، فإنه قد يصبح أداؤها دون إمكاناتها. هذا المفهوم مماثل لحالة قاعدة يجري تحت إمكانيات الإنتاج الحدود.
تحليل الفجوة يحدد الفجوات بين تخصيص الأمثل والتكامل بين المدخلات (الموارد)، ومستوى المخصصات الحالية. هذا يكشف عن المجالات التي يمكن تحسينها. تحليل الفجوة ينطوي على تحديد وتوثيق واعتماد الفرق بين متطلبات العمل والقدرات الحالية. تحليل التدفقات الفجوة بشكل طبيعي من قياس والتقييمات الأخرى. من مفهوم التوقع العام للأداء في هذه الصناعة، فإنه من الممكن مقارنة هذا التوقع مع مستوى الشركة الحالي من الأداء. يمكن إجراء مثل هذا التحليل على المستوى الاستراتيجي أو التشغيلي للمؤسسة.
تحليل الفجوة هو دراسة رسمية من الأعمال ما تقوم به حاليا، وحيث أنه يريد أن يذهب في المستقبل. ويمكن إجراء ذلك، في وجهات النظر المختلفة، على النحو التالي:
1. منظمة (على سبيل المثال، الموارد البشرية)
2. اتجاه الأعمال
3. العمليات التجارية
4. تكنولوجيا المعلومات
تحليل الفجوة يوفر أساسا لقياس الاستثمار في الوقت والمال والموارد البشرية اللازمة لتحقيق نتيجة معينة (مثلا: لتحويل عملية دفع الرواتب من الورقية إلى رقية مع استخدام نظام).
تحليل الفجوة يمكن أن تستخدم أيضا لتحليل الثغرات في عمليات ونتائج الفجوة بين القائمة والنتيجة المرجوة. ويمكن تلخيص هذه العملية خطوة على النحو التالي: تعريف العملية القائمة، والتعرف على نتائج القائمة، وتحديد النتائج المرجوة، وتحديد عملية للحصول على النتيجة المرجوة، وثيقة الفجوة. تطوير وسائل لملء الفجوة.